# Porsche 911 RSR (2017)
Chronologie des modèles
Porsche 911 RSR (991) Porsche 911 RSR-19
La Porsche 911 RSR est une voiture de course développée par Porsche pour courir dans les catégories LM GTE de l'Automobile Club de l'Ouest et GTLM de l'International Motor Sports Association. Elle est destinée à remplacer la Porsche 911 RSR (991). La voiture a été dévoilée en novembre 2016 lors du Los Angeles Auto Show.
Contrairement à la lignée des autres modèles 911, le moteur est placé devant l'essieu arrière. En effet, la catégorie LM GTE permet une optimisation de la position du moteur.
La 911 RSR décroche sa première victoire lors du Northeast Grand Prix en juillet 2017 sur le Lime Rock Park.